# Хипстеры (субкультура 1940-х)
Термины «хипстер» или «хипкэт», использовавшиеся в 1940-х годах, обозначали поклонников джамп-блюза и джаза, в частности бибопа, который стал популярен в начале 1940-х годов. Субкультура хипстеров переняла образ жизни джазового музыканта, включая следующие черты (все или некоторые): прически «конк», свободные или большие костюмы ярких цветов, жаргон, употребление табака, каннабиса и других рекреационных наркотиков, расслабленное отношение, любовь к джазу или джамп-блюзу и стилям свинговых танцев, особенно линди-хоп.
Популярным стилем в одежде среди хепкэтов был костюм «зут». Он включал в себя мешковатые костюмы ярких цветов и в толстую полоску, висячие шляпы и длинные цепи. Многие любители костюма «зут» часто носили фетровую шляпу или шляпу «свиной пирог», подобранную по цвету к костюму. Иногда они украшали фетровую шляпу длинным пером.
При общении хепкэты говорят на «джайв-ток». Jive talk (также известный как Harlem jive или просто Jive) — афроамериканский сленг или лексика, которая была разработана в городских афроамериканских общинах. Он получил широкое распространение в афроамериканском обществе, а затем вошёл в обиход. Пик развития этого диалекта пришёлся на 1940-е годы.
В 1938 году джазовый певец Кэб Кэллоуэй опубликовал первый словарь, составленный афроамериканцем. В этом словаре был указан «джайв» и фразы, популярные среди афроамериканской молодежи.

## История
Слова «hep» и «hip» имеют неопределенное происхождение, и существует множество конкурирующих теорий. На заре джаза музыканты использовали вариант hep для обозначения всех, кто был «в курсе» зарождающейся, в основном, афроамериканской субкультуры, которая вращалась вокруг джаза. Их и их поклонников называли hepcats.
В 1938 году слово hepster было использовано Кэбом Кэллоуэем в названии его словаря Cab Calloway's Cat-ologue: A "Hepster's" Dictionary, в котором hep cat определяется как «парень, который знает все ответы, понимает джайв». Британский писатель и поэт Лемн Сиссей заметил, что «Кэб Кэллоуэй стал владельцем языка для людей, у которых всего за несколько поколений до этого отобрали их собственные языки».
К концу 1930-х годов, с развитием свинга, hep стал широко использоваться в основной «квадратной» культуре, поэтому в 1940-х годах среди джазовых музыкантов на смену hep пришёл hip. В 1944 году пианист Гарри Гибсон изменил hepcat на hipster в своем кратком глоссарии For Characters Who Don't Dig Jive Talk, опубликованном в 1944 году вместе с альбомом Boogie Woogie In Blue, в который вошёл самоназванный хит '"Handsome Harry the Hipster'". В статье о хипстерах они определялись как «персонажи, которым нравится «горячий» джаз». В 1947 году Гибсон попытался уточнить это определение в записи It Ain't Hep, которая музыкально описывает разницу между двумя терминами.
Изначально хипстеры обычно были европейскими американцами из среднего класса, стремившимися подражать образу жизни преимущественно афроамериканских джазовых музыкантов, за которыми они следовали. В книге "Джазовая сцена" (1959) британский историк и социальный теоретик Эрик Хобсбаум (первоначально писавший под псевдонимом Фрэнсис Ньютон) описал язык хипстеров — то есть «jive-talk или hipster-talk» — как «арго или жаргон, призванный выделить группу среди чужаков». В эту группу входили такие белые джазовые музыканты, как Бенни Гудман, Эл Кон, Джерри Маллиган, Стэн Гетц, Мезз Меззроу, Барни Кессел, Док Помус, Бинг Кросби, Фрэнк Синатра, Дин Мартин, Джерри Льюис, Джои Бишоп, Перри Комо, Тони Беннетт, Чет Бейкер и Джин Крупа, которых следует считать одними из «настоящих» хипстеров, поскольку они сыграли важную роль в привлечении белой американской аудитории к джазу и его андеграундной культуре в 1930-е и 1940-е годы.
Кларнетист Арти Шоу назвал певца Бинга Кросби «первым hip-белым человеком, родившимся в США». Хипстеров больше интересовали бибоп и «горячий» джаз, чем свинг, который к концу 1940-х годов стал старомодным и выхолощенным такими «квадратами», как Лоуренс Велк, Гай Ломбардо и Роберт Коутс. В 1940-х годах белая молодежь стала часто посещать черные общины, чтобы послушать музыку и потанцевать. Эти молодые люди отличались от мейнстрима благодаря новой философии расового разнообразия, а также исследованию своей сексуальной природы и привычке к наркотикам. Самым популярным наркотиком была марихуана, и многие хипстерские сленговые термины были посвящены этому веществу.
Субкультура хипстеров быстро распространялась, а после Второй мировой войны вокруг неё выросла бурно развивающаяся литературная сцена. В 1957 году американский писатель и искатель приключений Джек Керуак описал хипстеров как «поднимающихся и бродящих по Америке, бездельничающих и путешествующих автостопом повсюду [как] персонажей особой духовности». В начале своей поэмы «Вопль» еврейско-американский поэт-битник Аллен Гинзберг упомянул «ангелоголовых хипстеров, горящих в поисках древней небесной связи со звездным динамо в механизме ночи». В своем эссе 1957 года «Белый негр» американский романист и журналист Норман Мейлер охарактеризовал хипстеров как американских экзистенциалистов, живущих в окружении смерти — уничтоженной атомной войной или задушенной социальным конформизмом — и выбирающих вместо этого «развод с обществом, существование без корней, отправление в неизведанное путешествие в бунтарские императивы самости».

## Разворот расовой роли
Новая философия переворота расовых ролей была расшифрована многими популярными хипстерскими авторами того времени. Памфлет Нормана Мейлера 1957 года под названием «Белый негр» стал хрестоматийным примером хипстерской идеологии. Мейлер описал хипстеров как людей, «принадлежащих к среднему классу, (которые) пытаются отбросить свою белизну и перенять беззаботный, спонтанный, крутой образ жизни негров-хипстеров: их манеру говорить и язык, употребление легких наркотиков, ценителей джаза и блюза, а также их предполагаемую озабоченность хорошим оргазмом». В знак уважения к рассуждениям Мейлера о хипстерстве, использование Соединёнными Штатами афроамериканской культуры и личностей в целях публичной дипломатии во время холодной войны было названо «хипстерской дипломатией».